# Comanche (Schiff)
Comanche ist eine Hochsee-Regattayacht, die im Jahr 2014 für den Unternehmer James Clark gebaut wurde. Erklärtes Ziel der Konstruktion ist es, Rekorde für Einrumpf-Segelboote zu erzielen, weswegen sie bewusst keiner der üblichen Reglementierungen unterworfen wurde.

## Konstruktion
Die Comanche wurde vom Pariser Schiffsdesign-Büro Van Peteghem Lauriot-Prévost (VPLP) und dem Schiffskonstrukteur Guillaume Verdier aus Larmor-Baden entworfen und von der traditionsreichen Werft Hodgdon Yachts im US-Bundesstaat Maine im Jahr 2014 gebaut. Sie besteht überwiegend aus kohlenstofffaserverstärktem Kunststoff. Bei der Konstruktion sollten bewusst „keine Kompromisse eingegangen werden“; so verzichtet die 100-Fuß-Yacht auf sämtliche Inneneinrichtung. Die Winschen sind rein mechanisch. Dies spart bei einer Transatlantikregatta ca. 2 t Dieselkraftstoff ein, da die Maschine nicht ständig laufen muss. Das Freibord entspricht ungefähr dem eines IMOCA Open 60. Die theoretisch vorhergesagten Geschwindigkeiten betragen für Raumschotskurse bis zu 35 Knoten (64,8 km/h), am Wind bis zu 18 Knoten (33,3 km/h).

## Einsatz
Wie bei allen jüngeren Projekten James Clarks wird auch die Comanche von Profi-Segler Ken Read gesteuert, zusammen mit den Crews, die auch  die Puma beim Volvo Ocean Race sowie die Hanuman segeln bzw. segelten. Die erste Reise führte die Comanche im Dezember 2014 nach Australien zu einer Teilnahme am bedeutsamen Rolex Sydney Hobart Yacht Race.
Ende 2017 wurde die Yacht an den australischen Geschäftsmann Jim Cooney verkauft, Chairman von TCI Renewables, einem Erneuerbare-Energie-Unternehmen. Die Yacht bekam den Namen LDV Comanche. Cooney besaß zuvor schon die Volvo Open 70 Maserati sowie die Maxi-Yacht Brindabella.

## Segelrekorde
Während des Transatlantic Race 2015 von Newport (USA) nach Portsmouth (GBR) erzielte die Yacht vom 10. auf den 11. Juli 2015 einen neuen Rekord für Einrumpfsegelyachten über die in 24 Stunden zurückgelegte Strecke. Die Yacht ersegelte dabei 618,01 Seemeilen (1144,555 Kilometer). Der alte Rekord wurde von der Volvo Open 70 Ericsson 4 beim Volvo Ocean Race 2008/09 auf der ersten Etappe am 29. Oktober 2008 mit 596,6 Seemeilen aufgestellt.
Vom 22. bis 28. Juli 2016 erzielte die Comanche einen neuen Rekord für die schnellste Atlantik-Passage von Ambrose bei New York nach Lizard Point für Einrumpfboote: 5 Tage, 14 Stunden, 21 Minuten und 25 Sekunden. Sie unterbot mit einer Durchschnittsgeschwindigkeit von 21,44 Knoten (39,7 km/h) über die prestigeträchtige Passage den von der Zweimastyacht Mari-Cha IV im Jahr 2003 aufgestellten Rekord um mehr als einen Tag. Nach technischen Modifikationen an Segeln und Trimm erzielte sie beim Transpacific Yacht Race 2017 den Rekord für den schnellsten Monohull mit 5 Tagen, 1 Stunden, 55 Minuten und 26 Sekunden sowie einen neuen 24-Stunden-Rekord mit 618,01 nautischen Meilen (1144.555 km) und einer Durchschnittsgeschwindigkeit von 25,75 Knoten (47,7 km/h).
Im Oktober 2021 stellte Comanche bei dem vom Royal Malta Yacht Club seit 1968 veranstalteten 607-Seemeilen-Klassiker (1124 km) Rolex Middle Sea Race einen neuen Rennrekord mit 40 Stunden, 17 Minuten und 50 Sekunden auf. Der bestehende Rekord bei dem Rennen rund um Sardinien wurde um siebeneinhalb Stunden unterboten.
Anfang 2022 gewann sie unter Skipper Mitch Booth und Navigator Will Oxley die IMA-Trophäe für das schnellste Einrumpf-Boot. Im Rahmen des RORC-Transatlantik-Rennens von Lanzarote nach Grenada unterbot sie den bisherigen Rekord um mehr als zwei Tage.

## Sydney-Hobart-Regatta
Bei der ersten Teilnahme der Comanche an der Sydney-Hobart-Regatta im Jahr 2014 belegte die Comanche den zweiten Platz hinter der Wild Oats XI. Im Jahr 2015 erreichte die Comanche bei der Sydney-Hobart-Regatta als Line Honours Winner (First Ship Home) das Ziel. Zwei Jahre später 2017 setzte sie unter dem neuen Namen LDV Comanche unter ihrem neuen Eigner Jim Cooney (Australien) den neuen Streckenrekord mit 1/09:15:24. Im Jahr 2018 musste sich die Crew der Comanche nach langem Kampf im Ziel knapp dem Rivalen Black Jack geschlagen geben. 2019 gelang es dem Eigner- und Skipper-Paar Jim Cooney und Samantha Grant mit Sohn James und einer Reihe bekannter Segelprofis an Bord, die prestigeträchtigen Line Honours (First Ship Home) zu gewinnen.
Kurz nach Abschluss des Rennens Sydney-Hobart 2019 wurde Comanche Berichten zufolge an eine russische Interessengruppe verkauft. Die Yacht wurde von John Herman Winning Jr. (Australien) bis 2024 gechartert, der als Skipper 2022 mit der Yacht unter dem Namen Andoo Comanche in der Zeit 1/11:56:48 First Ship Home wurde.